# Nazionale maschile di football americano della Norvegia
La nazionale di football americano della Norvegia è la selezione maggiore maschile di football americano della Federazione Norvegese di Football Americano e Cheerleading, che rappresenta la Norvegia nelle varie competizioni ufficiali o amichevoli riservate a squadre nazionali.

## Risultati
Legenda: Grassetto: Risultato migliore, Corsivo: Mancate partecipazioni

## Dettaglio stagioni

### Tornei

#### Europei

##### Europeo ante-2001/Europeo dal 2018

###### Qualificazioni
| Stagione | regular season | regular season | regular season | regular season | regular season | regular season | playoff | playoff | playoff | playoff | playoff | playoff         | playoff    |
|          | Vin            | Par            | Per            | Tot            | PF             | PS             | Vin     | Per     | Tot     | PF      | PS      | risultato       | avversaria |
| -------- | -------------- | -------------- | -------------- | -------------- | -------------- | -------------- | ------- | ------- | ------- | ------- | ------- | --------------- | ---------- |
| 1988     | -              | -              | -              | -              | -              | -              | 1       | 0       | 1       | 13      | 0       |                 | Svezia     |
| 1989     | -              | -              | -              | -              | -              | -              | 0       | 1       | 1       | 0       | 49      |                 | Finlandia  |
| 1995     | -              | -              | -              | -              | -              | -              | 0       | 2       | 2       | 7       | 130     |                 | Svezia     |
| 2015     | 0              | 0              | 1              | 1              | 0              | 20             | -       | -       | -       | -       | -       | Non qualificata | Russia     |
| Totale   | 0              | 0              | 1              | 1              | 0              | 20             | 1       | 3       | 4       | 20      | 179     |                 |            |

Fonte: americanfootballitalia.com

##### Europeo C
| Stagione | regular season | regular season | regular season | regular season | regular season | regular season | playoff | playoff | playoff | playoff | playoff | playoff       | playoff    |
|          | Vin            | Par            | Per            | Tot            | PF             | PS             | Vin     | Per     | Tot     | PF      | PS      | risultato     | avversaria |
| -------- | -------------- | -------------- | -------------- | -------------- | -------------- | -------------- | ------- | ------- | ------- | ------- | ------- | ------------- | ---------- |
| 2007     | 1              | 0              | 1              | 2              | 33             | 14             | 0       | 1       | 1       | 8       | 41      | Secondo posto | Austria    |
| Totale   | 1              | 0              | 1              | 2              | 33             | 14             | 0       | 1       | 1       | 8       | 41      |               |            |

Fonte: americanfootballitalia.com

#### Campionato nordico
| Stagione | regular season | regular season | regular season | regular season | regular season | regular season | playoff | playoff | playoff | playoff | playoff | playoff   | playoff    |
|          | Vin            | Par            | Per            | Tot            | PF             | PS             | Vin     | Per     | Tot     | PF      | PS      | risultato | avversaria |
| -------- | -------------- | -------------- | -------------- | -------------- | -------------- | -------------- | ------- | ------- | ------- | ------- | ------- | --------- | ---------- |
| 2002     | 0              | 0              | 1              | 1              | 0              | 82             |         |         |         |         |         |           | Svezia     |
| Totale   | 0              | 0              | 1              | 1              | 0              | 82             |         |         |         |         |         |           |            |

Fonte: americanfootballitalia.com

### Riepilogo partite disputate
| Anno | Luogo      | Evento             | Fase del torneo | Incontro               | Risultato |
| 1988 | ?          | Europeo            | Qualificazioni  | Norvegia- Svezia       | 13 - 0    |
| 1989 | Helsinki   | Europeo            | Qualificazioni  | Finlandia - Norvegia   | 49 - 0    |
| 1995 | ?          | Europeo            | Qualificazioni  | Norvegia - Finlandia   | 7 - 63    |
| 1995 | Göteborg   | Europeo            | Qualificazioni  | Svezia - Norvegia      | 67 - 0    |
| 2002 | Copenaghen | Campionato nordico | Primo turno     | Norvegia - Svezia      | 0 - 82    |
| 2007 | Wolfsberg  | Europeo C          | Girone          | Serbia - Norvegia      | 14 - 6    |
| 2007 | Wolfsberg  | Europeo C          | Girone          | Paesi Bassi - Norvegia | 0 - 27    |
| 2007 | Vienna     | Europeo C          | Finale          | Austria - Norvegia     | 41 - 8    |
| 2015 | Puškin     | Europeo            | Qualificazioni  | Russia - Norvegia      | 20 - 0    |

## Confronti con le altre Nazionali
Questi sono i saldi della Norvegia nei confronti delle Nazionali incontrate.

### Saldo positivo
| Nazionale   | Giocate | Vinte | Pareggiate | Perse | PF | PS | Ultima vittoria | Ultimo pari | Ultima sconfitta |
| ----------- | ------- | ----- | ---------- | ----- | -- | -- | --------------- | ----------- | ---------------- |
| Paesi Bassi | 1       | 1     | 0          | 0     | 27 | 0  | 2007            | -           | -                |

### Saldo negativo
| Nazionale | Giocate | Vinte | Pareggiate | Perse | PF | PS  | Ultima vittoria | Ultimo pari | Ultima sconfitta |
| --------- | ------- | ----- | ---------- | ----- | -- | --- | --------------- | ----------- | ---------------- |
| Svezia    | 3       | 1     | 0          | 2     | 13 | 149 | 1988            | -           | 2002             |
| Finlandia | 2       | 0     | 0          | 2     | 7  | 112 | -               | -           | 1995             |
| Austria   | 1       | 0     | 0          | 1     | 8  | 41  | -               | -           | 2007             |
| Russia    | 1       | 0     | 0          | 1     | 0  | 20  | -               | -           | 2015             |
| Serbia    | 1       | 0     | 0          | 1     | 6  | 14  | -               | -           | 2007             |